# Кочегурт
Кочегу́рт (рос. Кочегурт) — присілок у складі Селтинського району Удмуртії, Росія.

## Населення
Населення — 68 осіб (2010; 93 в 2002).
Національний склад станом на 2002 рік:
- удмурти — 92 %

## Урбаноніми[3]
- вулиці — Джерельна, Лісова, Центральна